# Ryōjirō Furusawa
Ryōjirō Furusawa (古澤 良治郎), Furusawa Ryōjirō, 5 septembre 1945 à Sendai - 12 janvier 2011 à Tokyo, est un batteur japonais de jazz.

## Biographie
Ryōjirō Furusawa suit des leçons de musique classique (batterie, piano) au collège avant de déménager à Tokyo à 18 ans où il commence à travailler comme musicien professionnel en 1969. Il dirige ses propres formations comme le Ryōjirō Furusawa quintet avec le guitariste Motonobu Ōde et finalement le Ryojiro Band. Il joue entre autres avec Yosuke Yamashita (de), Sadao Watanabe, Fumio Itabashi, Yuji Imamura, Shigeharu Mukai (de), Natsuki Tamura (de) et Peter Brötzmann (Vier Tiere, 1993), ainsi qu'avec les chanteurs Mikami Kan et Maki Asakawa. Récemment il dirige les orchestres Ne et Ash.

## Discographie partielle
- Ryōjirō Furusawa & Lee Oskar - Ano Koro (Better Days) (Denon, 1981) avec Kazumi Watanabe, Motonobu Ōde, Junichirō Ōkuchi, Tamio Kawabata
- Tamaniwa (1983)
- Ryōjirō Furusawa & Kan Mikami: Shokugyo (1987)
- Ryōjirō Furusawa & Kan Mikami: Dereki (2007)
- Ryōjirō Furusawa & Kan Mikami: Buriki/Tin (2008)

## Source de la traduction
- (de) Cet article est partiellement ou en totalité issu de l’article de Wikipédia en allemand intitulé « Ryōjirō Furusawa » (voir la liste des auteurs).